# Symphonies
Symphonies è un brano musicale del cantante britannico Dan Black, pubblicato come primo singolo dal suo album di debutto del 2009 UN. Il brano è stato scritto, composto e prodotto dallo stesso Black, ed utilizza campionamenti di altri artisti come l'orchestra filarmonica di Praga e Rihanna.
Il singolo è stato pubblicato negli Stati Uniti il 30 novembre 2009, mentre il video è stato reso disponibile nella settimana del 15 marzo 2010. Un remix di Symphonies è stato registrato insieme a Kid Cudi, ed è stato reso disponibile come traccia bonus negli Stati Uniti. Il brano è stato, inoltre, inserito nella colonna sonora del videogioco NBA2k11

## Tracce
CD single
1. Symphonies - 3:43

Remix EP
1. Symphonies - 3:39
2. Symphonies (featuring Kid Cudi) - 3:46
3. Symphonies (Chris Lake Remix) (featuring Kid Cudi) - 6:44
4. Symphonies (Dada Life Remix) (featuring Kid Cudi) - 4:24
5. Symphonies (Gigi Barocco Remix) (featuring Kid Cudi) - 4:42
6. Symphonies (Passion Pit Remix) - 4:22